# نظام الحكم في الأردن
نظام الحكم نظام الحكم في الأردن نيابي ملكي وراثي، تنص المادة الـ 28 من الدستور الأردني على ما يلي:
| نظام الحكم في الأردن | عرش المملكة الأردنية الهاشمية وراثي في أسرة الملك عبد الله ابن الحسين، وتكون وراثة العرش في الذكور من أولاد الظهور - الدستور الأردني المادة 28 | نظام الحكم في الأردن |

يختار الملك بعد توليه الحكم وليا للعهد. وينقل الحكم إلى ولي العهد بعد وفاة الملك.

## السلطة التنفيذية
تتكون السلطة التنفيذية من مؤسسة العرش ومجلس الوزراء.

## مؤسسة العرش
لم يبت في السنوات الثماني الأولى من عمر الدولة الأردنية بِكل نظام الحكم وخط سيره بشكل نهائي، ولكن بعد صدور القانون الأساسي لعام 1928م نظام الحكم في إمارة شرق الأردن وراثي في الذكور من سلالة الأمير عبد الله بن الحسين، وذلك من أفراد العائلة المالكة ممن كانوا من أولاد الظهور شريطة أن يكون من يعتلي العرش سليم العقل مسلما، وولد لوالدين مسلمين، وأن لا يكون ممن استثنوا بإرادة من الوراثة بسبب عدم لياقتهم دون أن يشمل الاستثناء من تلقاء نفسه أعقاب ذلك الشخص. (الدستور) تم تنظيم ذلك بشكل صريح؛ وتم حصر مؤسسة العرش بالأمير عبد الله وبأعقابه الذكور وفق شروط حددها الدستور وبين أولويتها.
وفي حال عدم مقدرة الأمير على الاستمرار في تولي واجباته بسبب المرض، فقد قرر القانون أن تمارس صلاحياته من قبل نائب أو مجلس للعرش، يجري تعيينه من قبل الأمير إذا كان قادرا، وإلا فمن قبل مجلس الوزراء.
وفي حال غياب الأمير خارج البلاد اشترط القانون الأساسي (الدستور) أن يقوم الأمير بإصدار إرادة سامية يعين فيها نائبا عنه طوال فترة غيابه.

### اختصاصات الأمير
أعطى القانون الأساسي لعام 1928م صلاحيات متعددة للأمير بوصف رأس الدولة، من أهمها:
1. التصديق على القوانين وإصدارها ومراقبة تنفيذها.
2. إصدار ألقاب الشرف ومنح الرتب العسكرية والأوسمة.
3. عقد المعاهدات والاتفاقيات التي تخدم مصلحة البلاد.
4. الدعوة لإجراء الانتخابات العامة ودعوة المجلس التشريعي للاجتماع وافتتاحه وتأجيله وحله.
5. تخفيف الأحكام والتجاوز عنها بعفو خاص.
6. إعلان الأحكام العرفية وإلغاء العمل بها وفقا لمصلحة البلاد.
7. الإشراف والحماية لأراضي الدولة ومناجمها ومعادنها.

استمرت مؤسسة العرش في العمل وفقا لهذا النظام، الذي حدده القانون الأساسي لعام 1928 (الدستور) إلى أن حصل الأردن على استقلاله عام 1946م.
بقي الملك عبد الله الأول بن الحسين يعتلي عرش المملكة الأردنية الهاشمية إلى أن استشهد عام 1951 في القدس، فتمت المناداة بولي عهده الأمير طلال ملكا دستوريا على المملكة الأردنية الهاشمية، ولما كان الأمير طلال الابن الأكبر لعبد الله بن الحسين يعالج خارج البلاد، فقد قرر مجلس الوزراء تعيين الأمير نايف وصيا على العرش.
وفيما يخص مؤسسة العرش فقد تميز دستور عام 1947م عن دستور عام 1928م، بنصِّه الصريح على انتقال الملك بالوراثة في خط عمودي؛ أي في أكبر أبناء الملك من الذكور. شهدت مؤسسة العرش تطورات مهمة بسبب ازدياد مرض الملك طلال ففي 4/حزيران عام 1952م، اتخذ مجلس الوصاية على العرش قراراً بتعيين هيئة نيابة مؤلفة من إبراهيم هاشم (رئيس مجلس الأعيان) وسليمان طوقان وعبد الرحمن إرشيدات عضوي مجلس الأعيان لممارسة صلاحيات الملك.
ولما لم تتحسن صحة الملك طلال، الذي كان يعالج في سويسرا من مرض عُضال، أصدر مجلس الأمة قراراً في 11 آب عام 1952م بإنهاء حكمه، والمناداة بولي عهده الأمير حسين ملكاً دستورياً على المملكة الأردنية الهاشمية.
ولما لم يكن الحسين قد بلغ السن القانونية (الثامنة عشرة)، فقد قرر مجلس الوزراء تعيين مجلس وصاية على الحكم إلى حين بلوغ الملك السن القانونية.
انتهت ولاية مجلس الوصاية على العرش في 2 أيار عام 1953م، بتسلم الملك الحسين عرش المملكة بعد أن أقسم اليمين الدستورية أمام مجلس الأمة.
ولياً للعهد حتى تاريخ 24 /1 /1999م، إذ صدرت الإرادة الملكية السامية بتعيين الأمير عبد الله بن الحسين ولياً للعهد.
وفي 7 شباط 1999م تُوفي الملك الحسين بن طلال، فتسلم الملك عبد الله بن الحسين بن طلال سلطاته الدستورية في اليوم نفسه، ثم صدرت الإرادة الملكية السامية بتعيين أخيه الأمير حمزة بن الحسين ولياً للعهد.
يؤلف في شرق الأردن مجلس تنفيذي لأسداء المشورة إلى الأمير من رئيس الوزراء وأعضاء لا يتجاوز عددهم خمسة أشخاص، يعينهم الأمير بناء على توجيه رئيس الوزراء إما من الموظفين الرئيسيين في الإدارة أو من نواب الأمة المنتخبين، ويتولى هذا المجلس شؤون شرق الأردن الإدارية.

## مجلس الوزراء
بعد عودة الأمير عبد الله إلى عمان من القدس شرع في 11/ نيسان عام 1921م في تشكيل أول حكومة أردنية وكانت برئاسة رشيد طليع. وبعد تشكل هذه الحكومة زار السير هربرت صموئيل المندوب السامي البريطاني في فلسطين عمان يرافقه عدد من المسؤولين البريطانيين، من أجل المساعدة في إنشاء الإدارة الجديدة، وعلى إثر هذه الزيارة تم تعيين (جيلوس ابرامسون) رئيسا للممثلين البريطانيين، كما تم تعيين سبعة مستشارين سياسيين بريطانيين لمساعدة الأمير في الإشراف على سير الإدارة.
وبتشكيل هذه الحكومة، وضع تماما أن الأردن امتدادٌ للثورة العربية الكبرى وفلسفتها القومية، فعلى هذا الأساس اختار الأمير عبد الله رئيس الحكومة الأردنية وأعضاءها حزب الاستقلال العربي (وريث الجمعية العربية الفتاة)، مبتعدا في ذلك عن الصبغة الإقليمية، فقد تشكلت الحكومة من أربعة أعضاء سوريين، وعضوين من الحجاز، وعضو من فلسطين وعضو واحد من شرق الأردن هو علي خلقي الشرايري.
كان يطلق على رئيس الحكومة في بداية تأسيس الدولة لقب الكاتب الإداري، وعلى مجلس الوزراء مجلس المشاورين، وقد خضعت هذه التسميات إلى تغييرات متعددة منها مجلس المستشارين ومجلس الوكلاء ومجلس النظار والمجلس التنفيذي ومجلس الوزراء.
أما من حيث السلطة والصلاحيات، فقد كانت في أثناء هذه الفترة محصورة بيد الأمير عبد الله، تنفيذا للاتفاق الذي تم بينه وبين وزير المستعمرات البريطانية تشرشل، لذلك بقي مركز المشاور أو المستشار غير سياسي ومهمته استشارية.
وبعد صدور القانون الأساسي لعام 1928م (الدستور)، نظمت المادة (16) وما تلاها سلطات الحكم وأناطتها بالأمير عبد الله الأول بن حسين وسلالته من بعده. وبموجب هذا القانون أصبح بتعين على الأمير عبد الله ممارسة سلطاته التنفيذية من خلال مجلس وزراء ووزراء لا يتجاوز عددهم الخمسة، على أن يقوم سموه بتعيين رئيس الوزراء والوزراء بناء على تنسيب من الرئيس.
في أثناء هذه الفترة من عمر الدولة، تداخلت سلطات الحكم الثلاث بعضها بعض، فقد نص القانون الأساسي على أن يكون رئيس الحكومة وأعضاؤها أعضاء في المجلس التشريعي الأردني، كما جعل رئاسة المجلس لرئيس الحكومة أو لمن ينيبه عنه من بين الأعضاء غير المنتخبين ثم جاء دستور عام 1947م، ليفصل بين السلطات الثلاث.
على الرغم من أن الدستور نص على أن السلطة التنفيذية منوطة بالملك عبد الله الثاني بن الحسين وبورثته، وعلى حق الملك تعيين رئيس الوزراء، إلا أن إدارة الشؤون الداخلية والخارجية وقعت مباشرة في يد مجلس الوزراء، وذلك وفقاً لأحكام المواد الدستورية التي نصت على أن الملك غير مسؤول ومصون من كل تبعية تنتج عن تنفيذ السياستين الداخلية والخارجية. ومن هنا جاء التأكد الدستوري على مسؤولية الوزراء مسؤولية مشتركة عن أعمال وزارتهم، إضافة إلى مسؤولية كل منهم عن أعمال وزارته أمام الملك.
وفي عام 1952م جرى تعديل على تشكيل مجلس الوزراء عما كان عليه الحال في دستور عام 1947م، فمن حيث العدد أصبح مجلس الوزراء يتكون من رئيس الوزراء رئيساً، ومن عدد من الوزراء حسب الحاجة والمصلحة العامة. كلما قصر الدستور حق تولي منصب الوزير على الأردنيين فقط، وأن يقوم الوزراء قبل مباشرتهم أعمالهم بأداء اليمين القانونية أمام الملك.
ولتقييد عمل الوزراء وضمان عدم استغلال مواقعهم منع الدستور الوزراء شراء أو استئجار شيء من أملاك الدولة، ولو كان ذلك في المزاد العلني، كما منعهم في أن يكونوا أعضاء في مجالس إدارات الشركات، ومن الاشتراك في أي عمل تجاري أو مالي أو يتقاضى راتبا من أي شركة.
ومن الأمور المهمة التي أحدثها دستور عام 1952م، نقله مسؤولية الحكومة من أمام الملك إلى مجلس النواب، وبذلك أصبح كل وزير مسؤول أمام مجلس النواب عن أعمال وزارته، وعلى هذا الأساس أصبح يتعين على الحكومة للبقاء في دفة الحكم، الحصول على ثقة مجلس النواب بناء على بيان وزاري، تبين فيه منهاج عملها طوال فترة وجودها.